# Šešulka

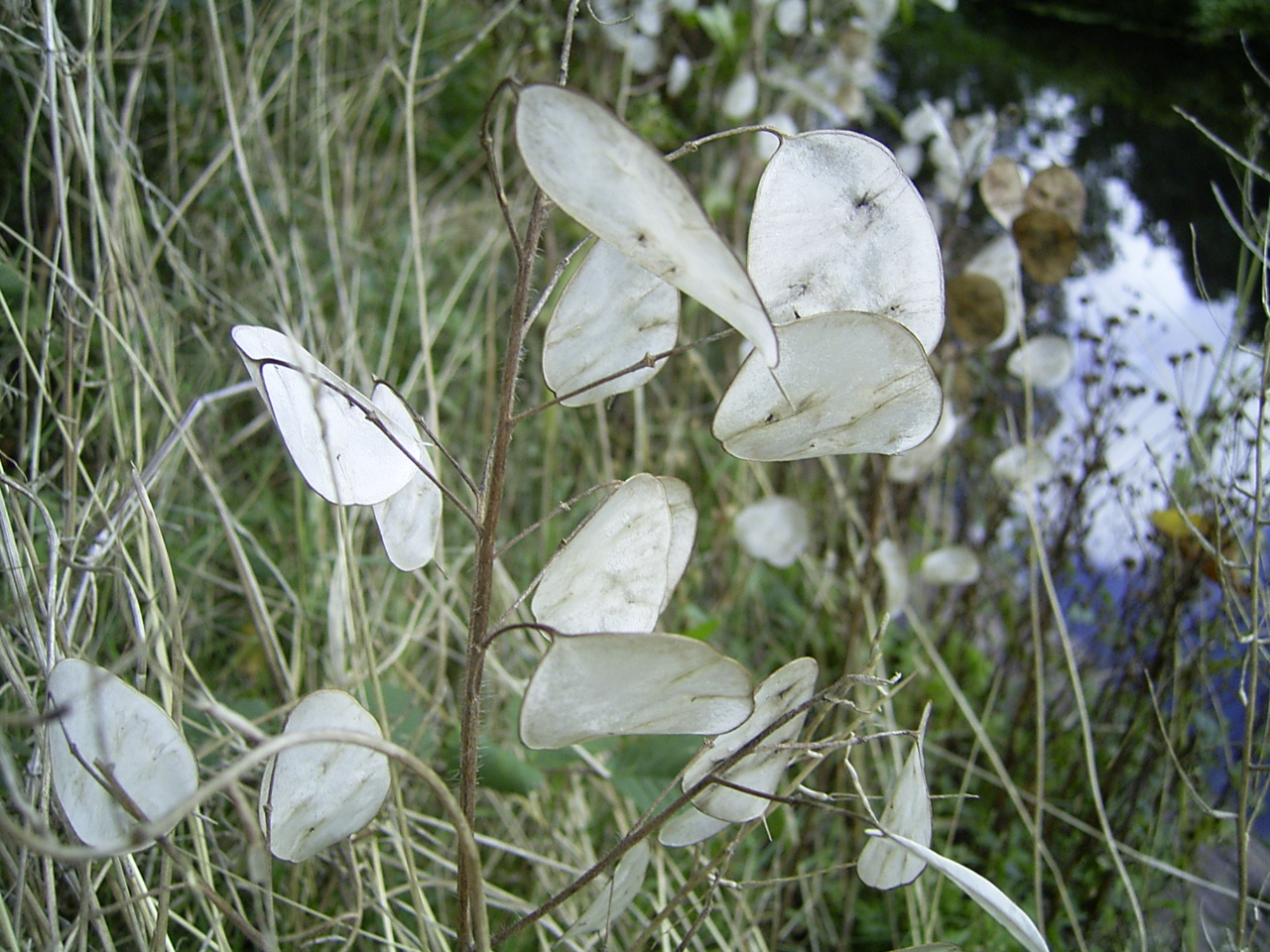
Šešulky měsíčníce roční (izodiametrický tvar) (Lunaria annua)

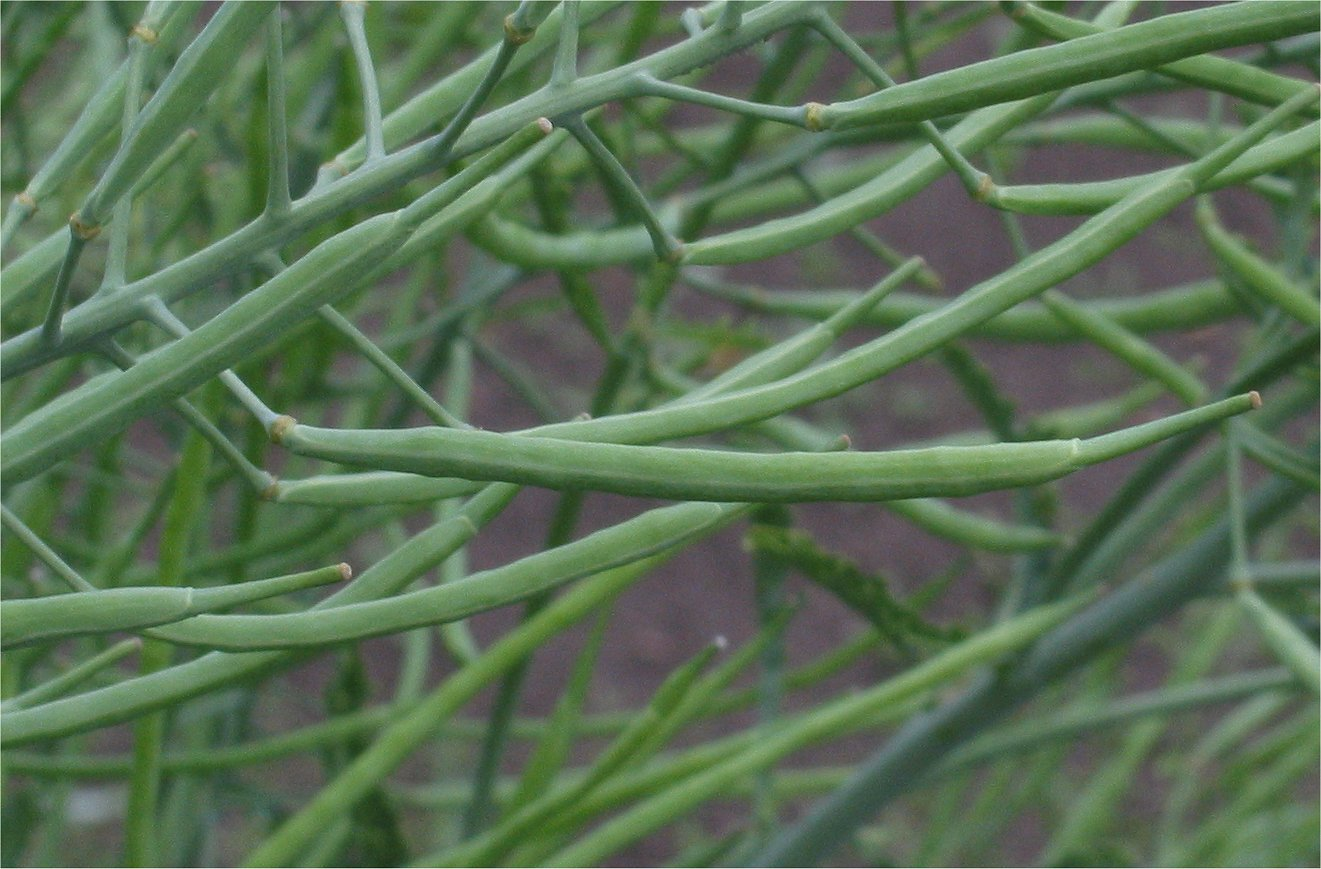
Šešule brukve zelné (protáhlý tvar) (Brassica oleracea)

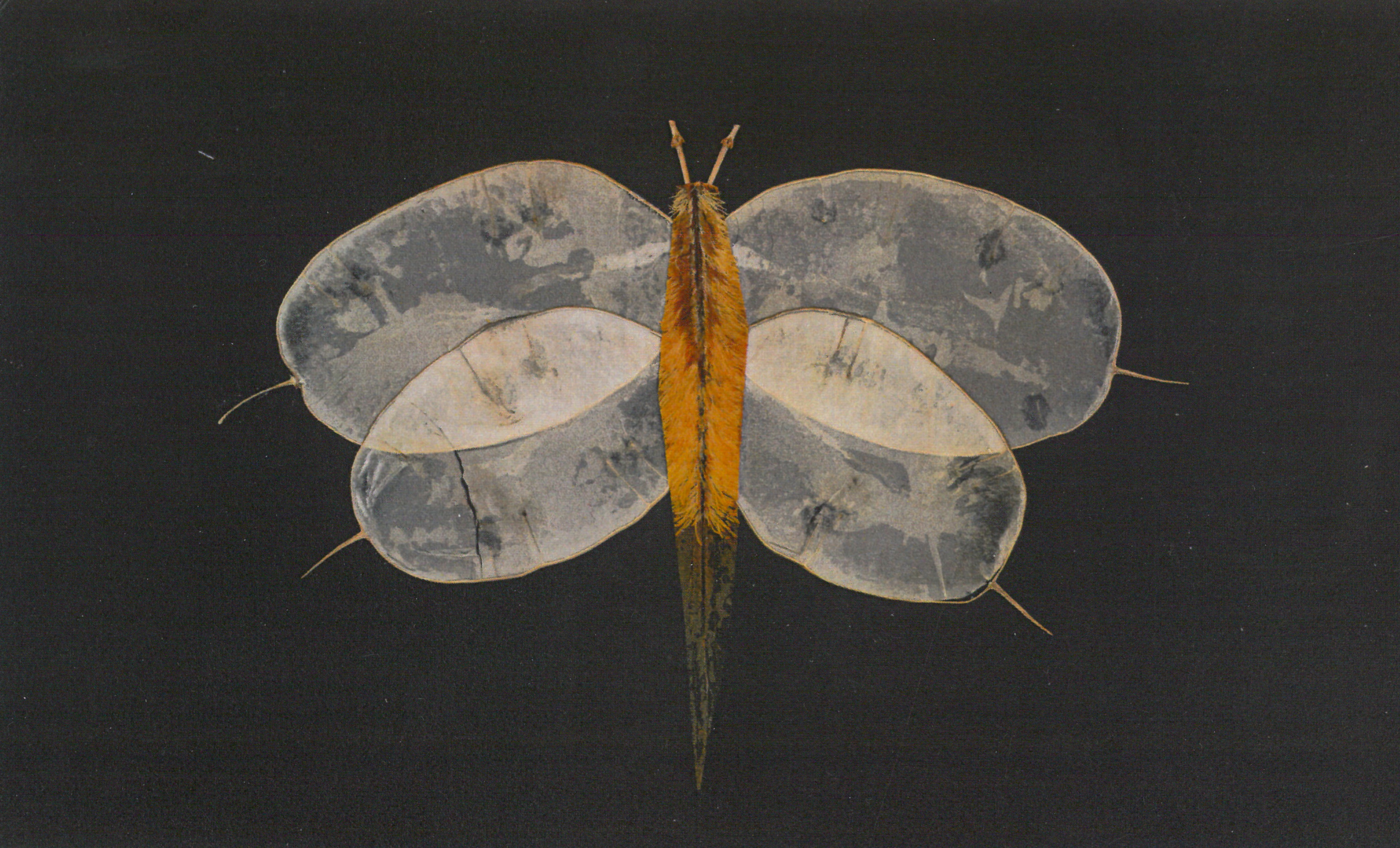
Šešulky měsíčnice v umění

Šešulka (silicula) patří mezi pravé suché pukavé plody s více semeny. Vznikla z cenokarpického gynecea. Má izodiametrický tvar (délka se zhruba rovná šířce).

## Popis
Je to plod kulovitého nebo trojúhelníkovitého tvaru, který vznikl srůstem dvou plodolistů. Původně jednodílný semeník byl rozdělen na dvě podélná pouzdra nepravou blanitou přepážkou (diafragma) uchycenou v rámečku (replum) vytvořeném ze zesílené placenty. V rámečku jsou při jeho okrajích upevněna semena poutkem.
Otevírá se ve švech (v místech kde plodolisty srostly) dvěma chlopněmi. Ve většině případů se šešulky otevírají od báze přirostlé ke stonku směrem k vrcholu, ale některé, např. kokoška pastuší tobolka, se otevírají od vrcholu k bázi. Chlopně, i průhledné, se oddělují od rámečku přepážky, semena ještě nějakou chvíli zůstávají připoutána k rámečku.

## Možnost záměny
Šešulka je strukturou shodná se šešulí, ale na prvý pohled se od sebe podstatně odlišují tím, že šešulka je maximálně 3krát delší než širší (většinou je přibližně stejně dlouhá jako široká, je kulovitého, vejčitého nebo trojúhelníkovitého tvaru) a šešule je naopak minimálně 3krát delší než širší (je hodně protáhlá, válcovitá).

## Výskyt
Šešulka je jedním z typických plodů čeledě brukvovitých. Příklady:
- lnička (Camelina)
- osívka (Erophila)
- řeřicha (Lepidium)
- měsíčnice (Lunaria)
- penízek (Thlaspi)

## Galerie – šešulka

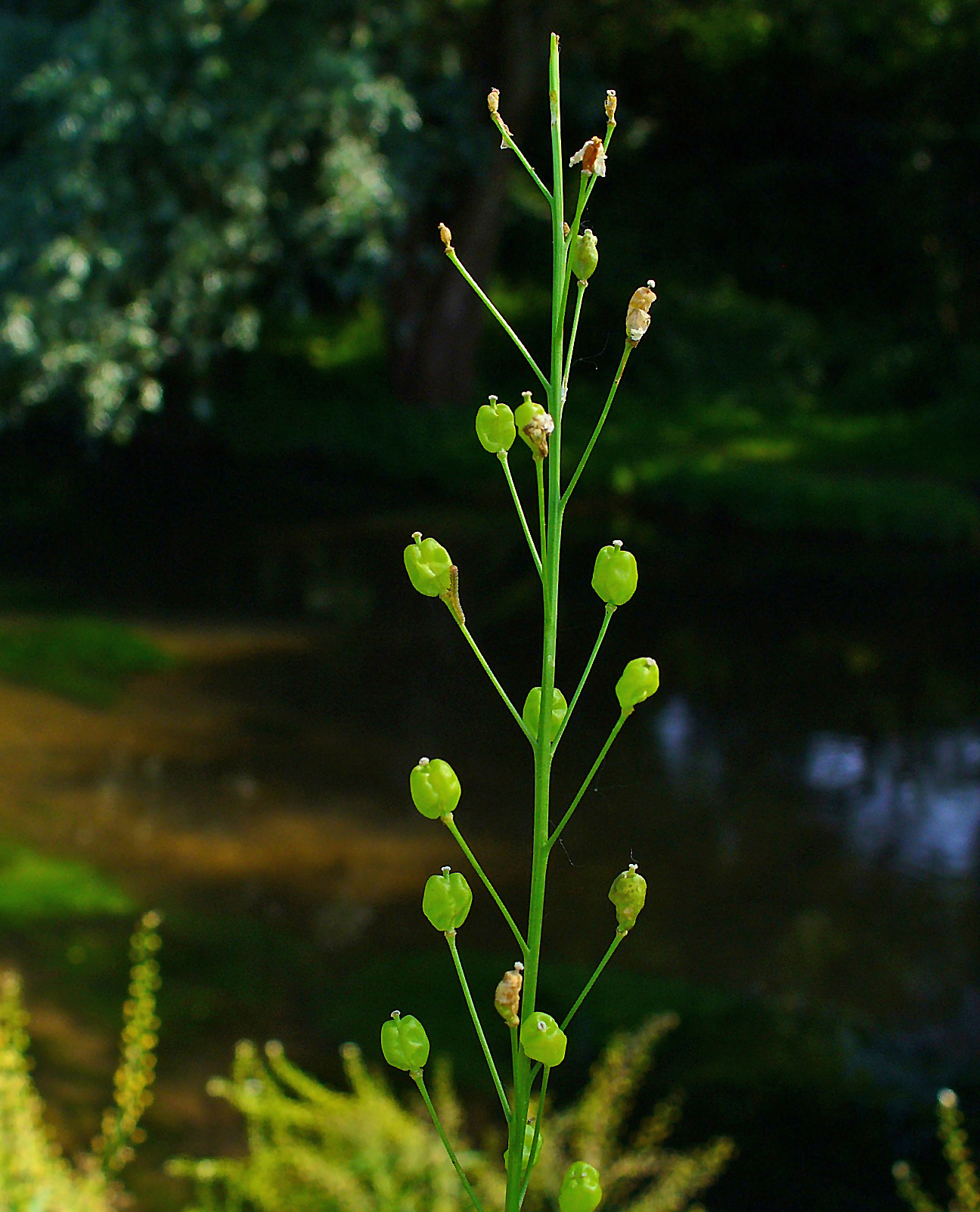
Křen selský (Armoracia rusticana)
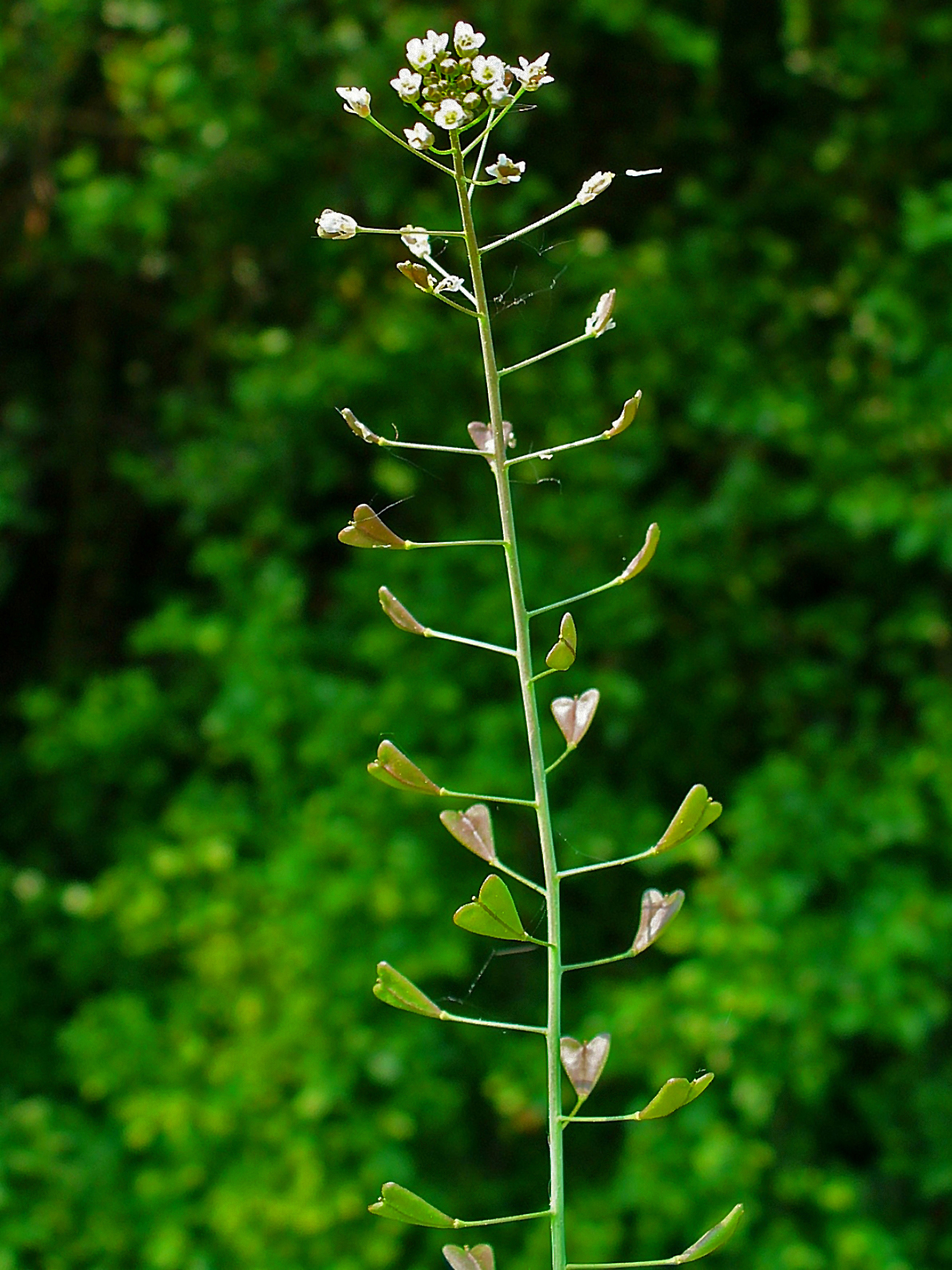
Kokoška pastuší tobolka (Capsella bursa-pastoris)
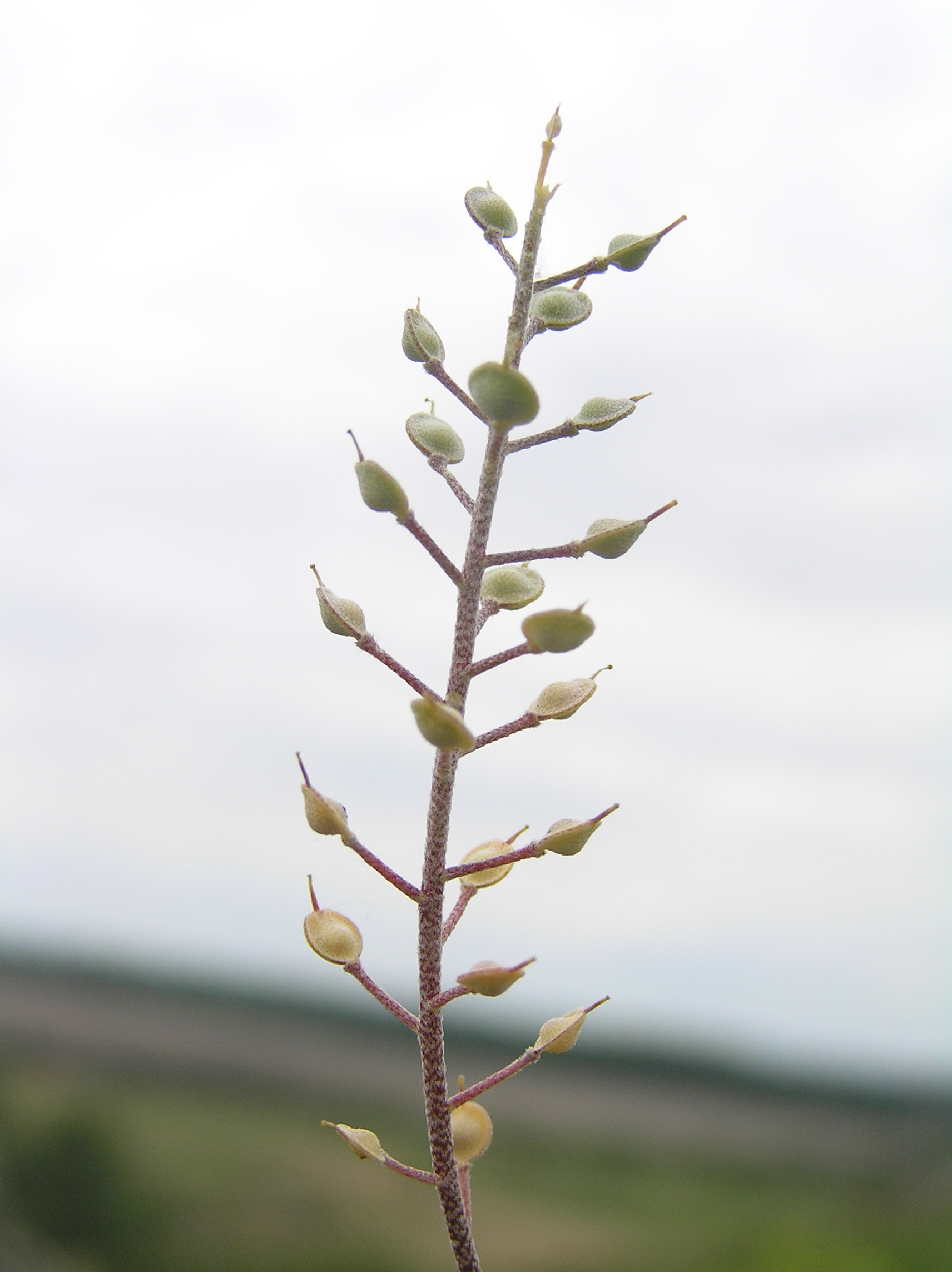
Tařinka horská (Alyssum montanum)
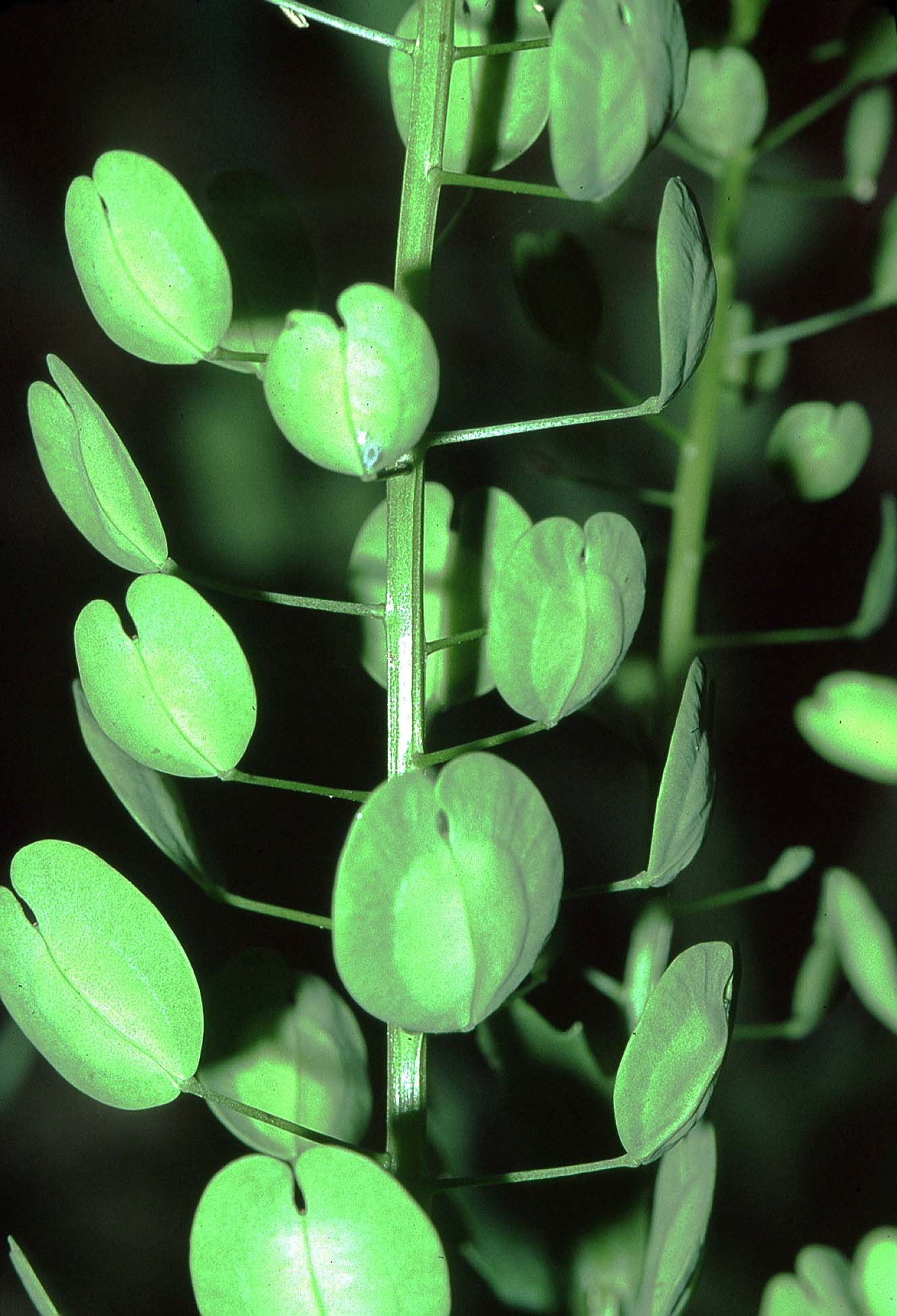
Penízek rolní (Thlaspi annua)